# Victor Sutherland
Victor Sutherland (28 de febrero de 1889-29 de agosto de 1968) fue un actor estadounidense.

## Biografía
Nacido en Paducah, Kentucky, Sutherland trabajó en el cine desde el principio de la década de 1910 hasta la década de 1950, en la cual trabajó para la televisión, incluyendo varias actuaciones con el papel de Perry Mason. Se casó con la actriz Pearl White en 1907, divorciándose de ella en 1914. Posteriormente se casó con la actriz teatral y cinematográfica Anne Hamilton. Tuvieron una hija, Anne Victoria Sutherland, nacida en 1925. Sutherland y Anne Hamilton se divorciaron pocos años después; después se casó nuevamente, permaneciendo así hasta el momento de su muerte.
Tras su muerte en 1968 en Hollywood, California, Sutherland fue enterrado en el cementerio Forest Lawn Memorial Park en Los Ángeles, California. 
Además de en el cine, también actuó en teatro, destacando su participación en la obra Arsenic and Old Lace (1941).

## Filmografía
1. Them! (1954) (sin créditos) .... Senador
2. Donovan's Brain (1953) .... Nathaniel Fuller
3. Powder River (1953) .... Alcalde Lowery
4. Assignment: Paris (1952) (sin créditos)
5. We're Not Married! (1952) (sin créditos) .... Gobernador Bush
6. The Pride of St. Louis (1952) (sin créditos) .... Mr. Kendall Sr.
7. The Captive City (1952) .... Murray Sirak
8. Lone Star (1952) .... Presidente Anson Jones
9. The Whistle at Eaton Falls (1951) .... Glenn Sewell
10. The Sleeping City (1950) (sin créditos) .... Comisionado Holland
11. The House on 92nd Street (1945) (sin crédtios) .... Guarda
12. The Love Bandit (1924) .... Jim Blazes
13. The Valley of Lost Souls (1923) .... Sargento MacKenzie
14. The Madonna of the Slums (1919)
15. Calibre 38 (1919) .... Ford Barton
16. Buchanan's Wife (1918) .... Harry Faring
17. The Queen of Hearts (1918) .... Jimmie Dreen
18. The Liar (1918/I) .... John Carter
19. Her Price (1918) .... John Bradley
20. The Unchastened Woman (1918) .... Lawrence Sunbury
21. The Firebrand (1918) .... Julian Ross
22. The Sign Invisible (1918) .... Dr. Robert Winston
23. The Bar Sinister (1917) .... Page Warren
24. The Barrier (1917) .... Teniente Meade Burrell
25. Daredevil Kate (1916) .... Cliff Stone
26. The Toilers (1916) .... John Jameson
27. The Flames of Johannis (1916) .... George
28. One Day (1916) .... Paul
29. The Dancer and the King (1914) .... The King of Bavarre